# دارة الكبيرة
دارة الكبيرة قرية سورية تتبع ناحية كفرنبل في منطقة معرة النعمان في محافظة إدلب. بلغ عدد سكانها 692 نسمة في عام 2004 حسب إحصاء المكتب المركزي للإحصاء.
والان خالية من السكان بسبب سيطرة نظام الاسد على المنطقة 